# Olpuch (przystanek kolejowy)
Olpuch – przystanek kolejowy w Olpuchu, w województwie pomorskim, w Polsce. Według rozkładu jazdy obowiązującego od 9 czerwca 2018 r. w każdą sobotę, niedzielę i święto przewidziane są dwie pary pociągów relacji Bydgoszcz Gł. – Kościerzyna – Bydgoszcz Gł..

## Położenie

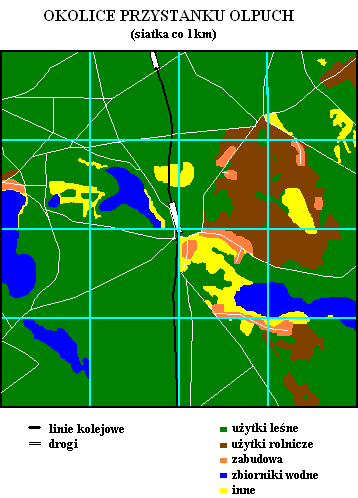

Przystanek znajduje się w północno-zachodniej części Olpucha, przy skrzyżowaniu dróg powiatowych z Olpucha do Wdzydz i z Olpucha do Borska.

## Historia
Kolej dotarła do Olpucha w latach 20. XX wieku, kiedy została zbudowana linia kolejowa łącząca Czersk z Kościerzyną. Jednakże wówczas nie zbudowano przystanku kolejowego, który obsługiwał by bezpośrednio tę miejscowość. Zbudowana pomiędzy Olpuchem a Wdzydzami Tucholskimi, stacja Olpuch Wdzydze miała za zadanie obsługę mijanki na linii jednotorowej, stacja ta jednak został nazwana Olpuch.
Przystanek w Olpuchu powstał w latach 70. XX wieku staraniem ówczesnej sołtys, ponieważ stacja Olpuch Wdzydze była zbyt daleko od miejscowości (od centrum ok. 4-5 km w linii prostej, drogą około 7 km).

## Linia kolejowa
Przez przystanek przebiega linia kolejowa nr 201 Nowa Wieś Wielka - Gdynia Port. Linia ta jest normalnotorowa i na szlakach przyległych do tego przystanku niezelektryfikowana jednotorowa.

## Pociągi

### Pociągi osobowe
Przez Olpuch przejeżdżały dwie pary pociągów osobowych relacji Kościerzyna – Wierzchucin (w tym jedna przez Czersk oraz pociągi towarowe. W przeszłości było ich znacznie więcej. W
2004 roku można było dojechać z Olpucha bezpośrednim pociągiem do Grudziądza. Od 2005 roku przez przystanek przejeżdżały tylko pociągi Kościerzyna-Wierzchucin.

### Pociągi pośpieszne
W rozkładzie jazdy 2008/2009 przez Olpuch przejeżdżają 2 pary pociągów osobowych relacji Kościerzyna – Wierzchucin oraz nocami w czasie wakacji letnich przejeżdża tędy bez zatrzymywania się para pociągów pospiesznych relacji Katowice-Łeba/Hel.
Według rozkładu na lipiec i sierpień 2016 roku na przystanku zatrzymuje się jedna para pociągu TLK relacji Hel – Rzeszów Główny.

## Infrastruktura
Przystanek Olpuch posiada jeden jednokrawędziowy peron, obok którego znajduje się metalowa wiata przystankowa spełniająca rolę poczekalni. Na przystanku nie ma żadnych semaforów.

## Autobusy
Niedaleko od przystanku (około 50-70 metrów) znajduje się przystanek autobusowy. Można z niego się dostać do Kościerzyny, Gdańska, Karsina, Czerska i Osowa.